# Província d'Oviedo
Oviedo era el nom que rebia anteriorment la província d'Astúries, l'única que forma la comunitat autònoma del Principat d'Astúries.
Va ser creada el novembre de 1833, amb el nom de la seva capital, la ciutat d'Oviedo, dins la divisió territorial de 1833, que dividit Espanya en províncies. En la seva constitució comprenia els territoris de la comarca històrica de les Astúries d'Oviedo, a la qual es va afegir el territori dels actuals  concejos de Ribadedeva, El Valle Altu de Peñamellera i El Valle Baḥu de Peñamellera. Aquests territoris pertanyien, amb anterioritat a 1778, a les Astúries de Santillana i, posteriorment, a la província de Cantàbria (des de 1778).
Amb la Llei 1/1983, de 5 d'abril, sobre canvi de denominació de l'actual Província d'Oviedo per la de Província d'Astúries es va complir amb la disposició transitòria Vuitena de l'Estatut d'Autonomia d'Astúries, canviant el seu nom per l'actual.